# Société musicale indépendante
La Société musicale indépendante (SMI) fu una società musicale francese fondata nel 1909 a Parigi dai musicisti Maurice Ravel, Gabriel Fauré, Charles Koechlin e Florent Schmitt con lo scopo di promuovere la musica contemporanea, senza restrizioni legate alle forme, ai generi e agli stili.

## Storia
La Société musicale indépendante nacque in contrapposizione alla Société Nationale de Musique. Quest'ultima era nata ai primi del 1871, nel clima nazionalistico esploso in Francia in occasione della guerra franco-prussiana, con lo scopo di promuovere la musica francese e permettere ai compositori francesi l'esecuzione in pubblico della loro musica, era diventata nel tempo, agli occhi di molti musicisti attivi a Parigi nei primi anni del XX secolo, una associazione conservatrice e accademica. In particolare veniva contestato l'interesse mostrato dal presidente Vincent d'Indy verso la musica polifonica e verso quella rinascimentale, e il fatto che numerosi giovani musicisti non avevano la possibilità di veder eseguita la loro musica. Il manifesto della Société musicale indépendante venne pubblicato sul Mercure de France del 1º aprile 1910. Presidente della Société fu Gabriel Fauré. Il concerto inaugurale si svolse alla Salle Gaveau il 20 aprile 1910 con, oltre ad altri brani, l'inedito D'un cahier d'esquisses di Claude Debussy eseguito al pianoforte da Maurice Ravel. La Société musicale indépendante fu sciolta a metà degli anni trenta soprattutto per difficoltà di tipo economico.